# Cinco Nações Asiáticas de 2013
A Cinco Nações Asiáticas de 2013 foi a VI edição do HSBC Asian 5 Nations, o torneio internacional anual de rugby das nações asiaticas. 
Os torneios do 2012 a 2014 também são válidos para eliminatórias da Copa do Mundo de 2015.

## Top 5
Na Top 5 as equipas se-enfrantaram em turno unico entre 20 de Abril e 18 de maio.

Campeão da Ásia foi consagrada pela sexta vez a seleção Japonesa.

### Jogos
| 20 de Abril de 2013 |         |           |                          |
| Japão               | 121 - 0 | Filipinas | Level-5 Stadium, Fukuoka |
|                     |         |           | Level-5 Stadium, Fukuoka |

| 20 de Abril de 2013 |        |                        |                                 |
| Hong Kong           | 53 - 7 | Emirados Árabes Unidos | Hong Kong FC Stadium, Hong Kong |
|                     |        |                        | Hong Kong FC Stadium, Hong Kong |

| 26 de Abril de 2013    |         |               |        |
| Emirados Árabes Unidos | 10 - 75 | Coreia do Sul | Al Ain |
|                        |         |               | Al Ain |

| 27 de Abril de 2013 |        |       |                                 |
| Hong Kong           | 0 - 38 | Japão | Hong Kong FC Stadium, Hong Kong |
|                     |        |       | Hong Kong FC Stadium, Hong Kong |

| 4 de Maio de 2013 |        |               |                                      |
| Japão             | 64 - 5 | Coreia do Sul | Chichibunomiya Rugby Stadium, Tóquio |
|                   |        |               | Chichibunomiya Rugby Stadium, Tóquio |

| 4 de Maio de 2013 |         |           |                                |
| Filipinas         | 20 - 59 | Hong Kong | Rizal Memorial Stadium, Manila |
|                   |         |           | Rizal Memorial Stadium, Manila |

| 10 de Maio de 2013     |        |       |                   |
| Emirados Árabes Unidos | 3 - 93 | Japão | The Sevens, Dubai |
|                        |        |       | The Sevens, Dubai |

| 11 de Maio de 2013 |         |           |                          |
| Coreia do Sul      | 62 - 19 | Filipinas | Ansan Wa~ Stadium, Ansan |
|                    |         |           | Ansan Wa~ Stadium, Ansan |

| 18 de Maio de 2013 |         |           |                          |
| Coreia do Sul      | 43 - 22 | Hong Kong | Ansan Wa~ Stadium, Ansan |
|                    |         |           | Ansan Wa~ Stadium, Ansan |

| 18 de Maio de 2013 |        |                        |                                |
| Filipinas          | 24 - 8 | Emirados Árabes Unidos | Rizal Memorial Stadium, Manila |
|                    |        |                        | Rizal Memorial Stadium, Manila |

#### Classificação
| Time                   | Pts | J | V | E | D | 4+ | 7- | P+  | P-  | P+/- | Nota                      |
| ---------------------- | --- | - | - | - | - | -- | -- | --- | --- | ---- | ------------------------- |
| Japão                  | 24  | 4 | 4 | 0 | 0 | 4  | 0  | 316 | 8   | 308  | Campeão da Asia 2014      |
| Coreia do Sul          | 18  | 4 | 3 | 0 | 1 | 3  | 0  | 185 | 115 | 70   | Vice-campeão da Asia 2014 |
| Hong Kong              | 12  | 4 | 2 | 0 | 2 | 2  | 0  | 134 | 108 | 26   |                           |
| Filipinas              | 6   | 4 | 1 | 0 | 3 | 1  | 0  | 63  | 250 | -187 |                           |
| Emirados Árabes Unidos | 0   | 4 | 0 | 0 | 4 | 0  | 0  | 28  | 245 | -217 | Rebaixada 1 Divisao 2014  |

Pontuação: Vitória=5, Empate=3, Derrota=0, Bônus para equipe que fizer 4 ou mais tries = + 1, Bônus para equipe que perder por 7 pontos ou menos = + 1. 

## 1  Divisão
| 31 de Março de 2013 |         |           |                        |
| Cazaquistão         | 10 - 33 | Tailândia | Havelocks RFC, Colombo |
|                     |         |           | Havelocks RFC, Colombo |

| 31 de Março de 2013 |        |               |                        |
| Sri Lanka           | 39 - 8 | Taipé Chinesa | Havelocks RFC, Colombo |
|                     |        |               | Havelocks RFC, Colombo |

| 3 de Abril de 2013 |         |               |                        |
| Cazaquistão        | 42 - 10 | Taipé Chinesa | Havelocks RFC, Colombo |
|                    |         |               | Havelocks RFC, Colombo |

| 3 de Abril de 2013 |        |           |                        |
| Sri Lanka          | 45 - 7 | Tailândia | Havelocks RFC, Colombo |
|                    |        |           | Havelocks RFC, Colombo |

| 6 de Abril de 2013 |         |           |                        |
| Taipé Chinesa      | 52 - 23 | Tailândia | Havelocks RFC, Colombo |
|                    |         |           | Havelocks RFC, Colombo |

| 6 de Abril de 2013 |         |             |                        |
| Sri Lanka          | 49 - 18 | Cazaquistão | Havelocks RFC, Colombo |
|                    |         |             | Havelocks RFC, Colombo |

### Classificação
| Time          | Pts | J | V | E | D | 4+ | 7- | P+  | P-  | P+/- | Nota                     |
| ------------- | --- | - | - | - | - | -- | -- | --- | --- | ---- | ------------------------ |
| Sri Lanka     | 18  | 3 | 3 | 0 | 0 | 3  | 0  | 133 | 33  | 100  | Promovida "Top 5" 2014   |
| Cazaquistão   | 6   | 3 | 1 | 0 | 2 | 1  | 0  | 70  | 92  | -22  |                          |
| Taipé Chinesa | 6   | 3 | 1 | 0 | 2 | 1  | 0  | 70  | 104 | -34  |                          |
| Tailândia     | 5   | 3 | 1 | 0 | 2 | 0  | 0  | 63  | 107 | -44  | Rebaixada 2 Divisao 2014 |

Pontuação: Vitória=5, Empate=3, Derrota=0, Bônus para equipe que fizer 4 ou mais tries = + 1, Bônus para equipe que perder por 7 pontos ou menos = + 1. 

## 2° Divisão
|  | Semifinais         | Semifinais         |    |                    | Final              | Final |  |
|  |                    |                    |    |                    |                    |       |  |
|  | 4 de Junho de 2013 |                    |    |                    |                    |       |  |
|  | Singapura          | 67                 |    |                    |                    |       |  |
|  | Índia              | 8                  |    |                    |                    |       |  |
|  |                    |                    |    |                    |                    |       |  |
|  |                    |                    |    |                    | 8 de Junho de 2013 |       |  |
|  |                    |                    |    |                    | Malásia            | 17    |  |
|  |                    | Singapura          | 20 |                    |                    |       |  |
|  |                    |                    |    |                    |                    |       |  |
|  |                    |                    |    |                    |                    |       |  |
|  |                    |                    |    |                    | Terceiro lugar     |       |  |
|  | 4 de Junho de 2013 | 4 de Junho de 2013 |    | 7 de Junho de 2013 | 7 de Junho de 2013 |       |  |
|  | Malásia            | 48                 |    | Índia              | 13                 |       |  |
|  | Irão               | 10                 |    |                    | Irão               | 30    |  |

| 4 de Junho de 2013 |        |       |                                     |
| Singapura          | 67 - 8 | Índia | Petaling Jaya Stadium, Kuala Lumpur |
|                    |        |       | Petaling Jaya Stadium, Kuala Lumpur |

| 4 de Junho de 2013 |         |      |                                     |
| Malásia            | 48 - 10 | Irão | Petaling Jaya Stadium, Kuala Lumpur |
|                    |         |      | Petaling Jaya Stadium, Kuala Lumpur |

| 7 de Junho de 2013 |         |      |                                     |
| Índia              | 13 - 30 | Irão | Petaling Jaya Stadium, Kuala Lumpur |
|                    |         |      | Petaling Jaya Stadium, Kuala Lumpur |

| 8 de Junho de 2013 |         |           |                                     |
| Malásia            | 17 - 20 | Singapura | Petaling Jaya Stadium, Kuala Lumpur |
|                    |         |           | Petaling Jaya Stadium, Kuala Lumpur |

| 1 | Singapura | Promovida 1 Divisao 2014 |
| 2 | Malásia   |                          |
| 3 | Irão      |                          |
| 4 | Índia     | Rebaixada 3 Divisao 2014 |

## 3° Divisão
|  | Semifinais         | Semifinais         |    |                    | Final              | Final |  |
|  |                    |                    |    |                    |                    |       |  |
|  | 5 de Junho de 2013 |                    |    |                    |                    |       |  |
|  | Guam               | 33                 |    |                    |                    |       |  |
|  | Indonésia          | 15                 |    |                    |                    |       |  |
|  |                    |                    |    |                    |                    |       |  |
|  |                    |                    |    |                    | 7 de Junho de 2013 |       |  |
|  |                    |                    |    |                    | Guam               | 7     |  |
|  |                    | Catar              | 13 |                    |                    |       |  |
|  |                    |                    |    |                    |                    |       |  |
|  |                    |                    |    |                    |                    |       |  |
|  |                    |                    |    |                    | Terceiro lugar     |       |  |
|  | 5 de Junho de 2013 | 5 de Junho de 2013 |    | 7 de Junho de 2013 | 7 de Junho de 2013 |       |  |
|  | China              | 0                  |    | Indonésia          | 37                 |       |  |
|  | Catar              | 76                 |    |                    | China              | 13    |  |

| 5 de Junho de 2013 |         |           |                                     |
| Guam               | 33 - 15 | Indonésia | Petaling Jaya Stadium, Kuala Lumpur |
|                    |         |           | Petaling Jaya Stadium, Kuala Lumpur |

| 5 de Junho de 2013 |        |       |                                     |
| China              | 0 - 76 | Catar | Petaling Jaya Stadium, Kuala Lumpur |
|                    |        |       | Petaling Jaya Stadium, Kuala Lumpur |

| 7 de Junho de 2013 |         |       |                                     |
| Indonésia          | 37 - 13 | China | Petaling Jaya Stadium, Kuala Lumpur |
|                    |         |       | Petaling Jaya Stadium, Kuala Lumpur |

| 7 de Junho de 2013 |        |       |                                     |
| Guam               | 7 - 13 | Catar | Petaling Jaya Stadium, Kuala Lumpur |
|                    |        |       | Petaling Jaya Stadium, Kuala Lumpur |

| 1 | Catar | Promovida 2 Divisao 2014 |
| 2 | Guam  |                          |
| 3 | Índia |                          |
| 4 | China | Rebaixada 4 Divisao 2014 |